# Patrimoine juif du Nord et de l'Est de la France (sauf Alsace et Lorraine)

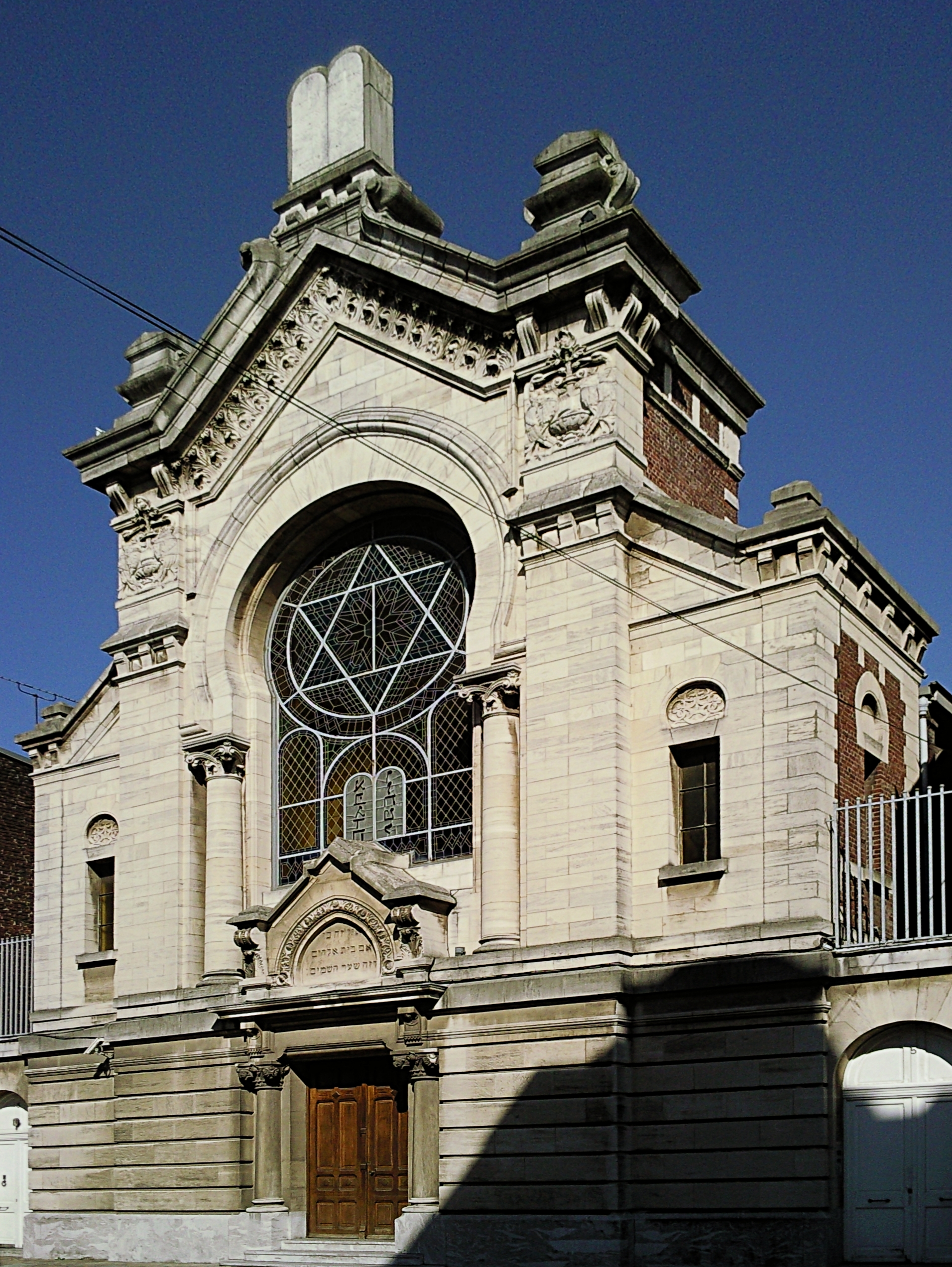
La synagogue de Lille (Nord), construite en 1891.

Inventaire du patrimoine juif des Régions du Nord et de l’est (sauf l’Alsace et la Lorraine faisant l’objet d’articles spécifiques), classé par région (Bourgogne-Franche-Comté,  Champagne-Ardenne - partie de la région Grand Est - et Hauts-de-France), départements et par lettre alphabétique de communes.
La présentation de cet inventaire s'inspire des listes de monuments historiques, incluant tous les éléments patrimoniaux ayant fait ou non l'objet d'une notice d'inventaire par les "Services régionaux de l'inventaire de chaque région administrative", que les éléments soient ou non protégés au titre des monuments historiques où qu'ils aient disparu et ait été transformés où réutilisés à d'autres fins. 
Lorsqu’une communauté a complètement disparu, où n’est plus représentée que par quelques membres, la notice indique « Communauté disparue » en marge de chaque commune concernées.
Certains éléments protégés au titre des monuments historiques font parfois l'objet de deux notices distinctes : l'une établie par la Conservation régionale des monuments historiques (notices PA) et l'autre par le Service régional de l'inventaire de chaque région (IA).
D'une manière générale le patrimoine du XIXe siècle a été inscrit sur l'inventaire supplémentaire des monuments historiques, à quelques exceptions près ainsi que quelques éléments spécifiques (peintures, objets mobiliers qui ont été classés au titre des monuments historiques…
C’est au XIXe siècle que certaines communautés introduisirent l’orgue dans les synagogues, en engageant un non-juif pour en jouer le Shabath et les fêtes.

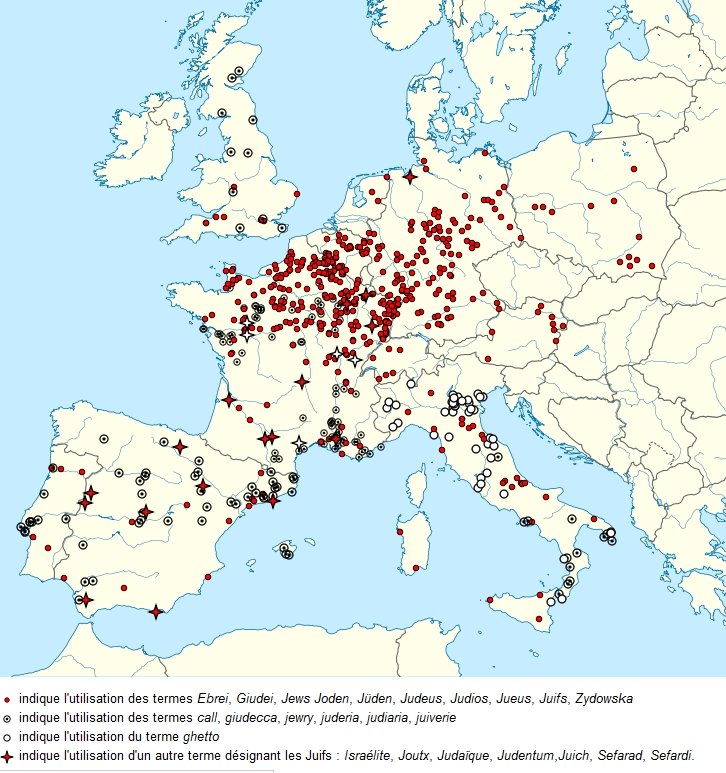
Carte des rues des Juifs (ou équivalents) dans divers pays européens.
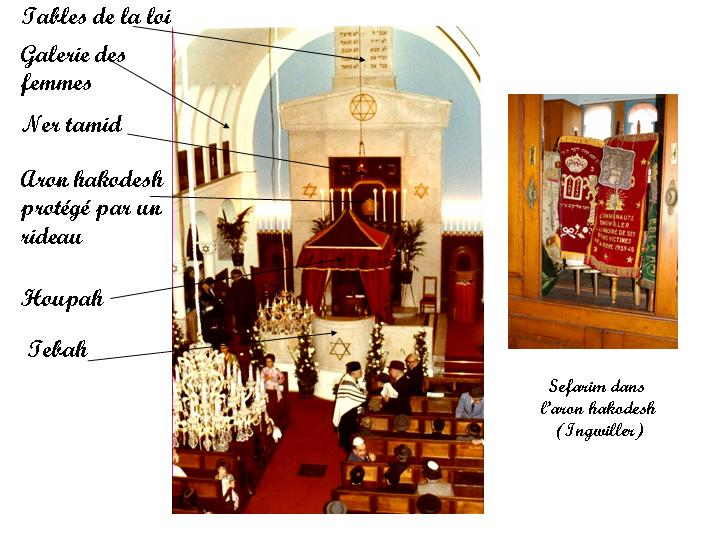
Présentation d'une synagogue (ici synagogue de Neuilly et synagogue d'Ingwiller).
Carte des départements avec le nom des régions.
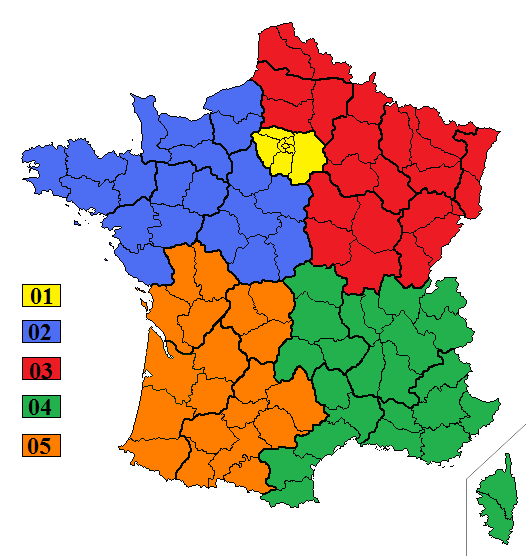
Répartition géographique des inventaires du patrimoine juif en France.

## Introduction
L’appel à la croisade d’Urbain II en 1095 déclenche des persécutions de la part des paysans envers les communautés juives de France et d’Allemagne. Voir : Persécution des Juifs pendant la première croisade
Il existait de nombreuses synagogues en France pendant les premiers siècles du Moyen Âge. Or, à la suite de la mort de son père survenu le 18 septembre 1180 Philippe II de France, dit Philippe Auguste, roi à quinze ans, est confronté à l'affaiblissement du pouvoir royal. L'une de ses premières décisions est totalement contraire à la politique suivie par son père : l'expulsion des juifs et la confiscation de leurs biens (17 avril 1182) tranche avec la protection que Louis VII avait accordée à la communauté juive. La raison officiellement donnée désigne les juifs responsables de calamités diverses, mais l'objectif réel est surtout de renflouer les caisses royales, bien mal en point en ce début de règne. Ces mesures ne dureront pas : l'interdiction du territoire cesse en 1198, et l'attitude conciliatrice qu'avait adoptée Louis VII redevient bientôt la norme. C'est à cette période que Philippe Auguste fit détruire ou convertir les synagogues en églises.
La question juive a été discutée à plusieurs reprises de 1789 à 1791 par l'Assemblée constituante. La pleine citoyenneté est d'abord accordée aux Juifs du Sud-Ouest et à ceux de la Provence, Avignon et le Comtat-Venaissin et le 28 septembre 1791 à tous les Juifs du royaume. Les dernières lois discriminatoires ne sont abolies que sous la monarchie de juillet (voir : Juifs et judaïsme en Europe).
Les recherches historiques et documentaires portent de ce fait sur l’ensemble des informations liées à la culture, la mémoire et le patrimoine architectural et mobilier juifs, et à ce qui peut contribuer à illustrer l’histoire du judaïsme. On pourra lister également les monuments Mémoriaux de la Shoah, les éléments de la résistance juive en France, mais sans élargir le débat à toutes les victimes françaises (d’autres articles leur étant consacrés par ailleurs).
Une Association européenne pour la préservation et la valorisation de la culture et du patrimoine juifs (AEPJ) fait découvrir les sites juifs au grand public, à savoir entre autres les synagogues, cimetières, bains rituels, musées, quartiers, monuments juifs, notamment par l’organisation annuelle de la journée européenne de la culture juive. L’AEPJ est également chargée de développer et de faire connaître l’Itinéraire européen du patrimoine juif.

## Région Bourgogne-Franche-Comté
(Départements 21-58-71-89 25-39-70-90)

### Patrimoine juif de Côte-d’Or (21)
| Monument                                                                               | Commune | Adresse                                       | Coordonnées    | Notice                        | Protection | Date                     | Illustration                          |
| -------------------------------------------------------------------------------------- | ------- | --------------------------------------------- | -------------- | ----------------------------- | ---------- | ------------------------ | ------------------------------------- |
| Cimetière                                                                              | Beaune  | avenue des Stades, carré cimetière municipal. | à géolocaliser |                               |            |                          | Image manquante Téléverser            |
| Synagogue de Dijon, Fondation Ed Kahn                                                  | Dijon   | 7, boulevard Carnot ; 7, rue de la Synagogue  | à géolocaliser | « PA00112747 » « IA21002461 » | inscrite   | 1873                     | Synagogue de Dijon, Fondation Ed Kahn |
| Centre Culturel Juif de Dijon CCJD et Radio Shalom                                     | Dijon   | 5, rue de la Synagogue                        | à géolocaliser |                               |            |                          | Image manquante Téléverser            |
| Mikvé Mei Mena'hem                                                                     | Dijon   | 13, rue Jean Cornu                            | à géolocaliser |                               |            | Inauguré le 19 juin 2011 | Image manquante Téléverser            |
| Ecole juive maternelle, primaire "Ohalei Mena'hem" et micro-crèche "le jardin de Haya" | Dijon   | 13, rue Jean-Cornu                            | à géolocaliser |                               |            |                          | Image manquante Téléverser            |
| cimetière israélite                                                                    | Dijon   | rue des Pejoces carré cimetière municipal     | à géolocaliser |                               |            |                          | Image manquante Téléverser            |
| Association Beth Habad                                                                 | Dijon   | 9, rue Jean-Renaud                            | à géolocaliser |                               |            |                          | Image manquante Téléverser            |

### Patrimoine juif du Doubs (25)
| Monument                                        | Commune     | Adresse                                  | Coordonnées                      | Notice                        | Protection | Date        | Illustration                                                    |
| ----------------------------------------------- | ----------- | ---------------------------------------- | -------------------------------- | ----------------------------- | --- | ----------- | --------------------------------------------------------------- |
| Synagogue de Besançon                           | Besançon    | 2, rue Mayence, 23 C, quai de Strasbourg | 47° 14′ 26″ nord, 6° 01′ 15″ est | « PA00101610 »                | classée | 1869 ; 1871 | Synagogue de BesançonVoir aussi : Histoire des Juifs à Besançon |
| ancienne Synagogue                              | Besançon    | 19, rue de la Madeleine                  | à géolocaliser                   |                               | |             | Image manquante Téléverser                                      |
| Cimetière juif de Besançon                      | Besançon    | rue Anne-Frank                           | 47° 15′ 22″ nord, 6° 02′ 56″ est |                               | |             | Cimetière juif de BesançonLe cimetière israélite de Besançon    |
| Musée de la Résistance                          | Besançon    |                                          | à géolocaliser                   |                               | |             | Image manquante Téléverser                                      |
| Ateliers des montres LIP créées par M. Lippmann | Besançon    |                                          | à géolocaliser                   |                               | |             | Image manquante Téléverser                                      |
| Synagogue de Montbéliard                        | Montbéliard | 8, rue de la Synagogue                   | 47° 30′ 27″ nord, 6° 47′ 49″ est | « PA00101796 » « IA00048695 » | inscrite. Voir aussi : Notice no IVR43_88250170V, sur la plateforme ouverte du patrimoine, base Mémoire, ministère français de la Culture | 1888        | Synagogue de Montbéliard                                        |

### Patrimoine juif de la Nièvre (58)
| Monument  | Commune | Adresse                                               | Coordonnées    | Notice | Protection | Date | Illustration               |
| --------- | ------- | ----------------------------------------------------- | -------------- | ------ | ---------- | ---- | -------------------------- |
| ACI       | Nevers  | rue Marcel-Paul                                       | à géolocaliser |        |            |      | Image manquante Téléverser |
| Cimetière | Nevers  | place des Jardins-Carrés au cimetière de l'Aiguillon. | à géolocaliser |        |            |      | Image manquante Téléverser |

### Patrimoine juif de Haute-Saône (70)
| Monument                 | Commune   | Adresse                        | Coordonnées                      | Notice         | Protection | Date | Illustration               |
| ------------------------ | --------- | ------------------------------ | -------------------------------- | -------------- | ---------- | ---- | -------------------------- |
| Communauté disparue      | Héricourt |                                | à géolocaliser                   |                |            |      | Image manquante Téléverser |
| Synagogue de Vesoul      | Vesoul    | 11 bis, rue du Moulin-des-Prés | 47° 37′ 16″ nord, 6° 09′ 26″ est | « PA00102293 » | inscrite   | 1875 | Synagogue de Vesoul        |
| Cimetière juif de Vesoul | Vesoul    | Rue Miroudot-de-Saint-Ferjeux  | 47° 37′ 54″ nord, 6° 09′ 33″ est |                |            | 1832 | Cimetière juif de Vesoul   |

### Patrimoine juif de Saône-et-Loire (71)
| Monument  | Commune          | Adresse             | Coordonnées    | Notice | Protection | Date | Illustration               |
| --------- | ---------------- | ------------------- | -------------- | ------ | ---------- | ---- | -------------------------- |
| Synagogue | Chalon-sur-Saône | 10, rue de Germigny | à géolocaliser |        |            | 1882 | Image manquante Téléverser |

### Patrimoine juif de l'Yonne (89)
| Monument             | Commune | Adresse                          | Coordonnées    | Notice         | Protection                                                    | Date        | Illustration               |
| -------------------- | ------- | -------------------------------- | -------------- | -------------- | ------------------------------------------------------------- | ----------- | -------------------------- |
| Ancienne synagogue   | Auxerre | rue Philibert-Roux - rue Joubert | à géolocaliser |                | Transformée en église Saint-Renobert d'Auxerre puis détruite. |             | Image manquante Téléverser |
| Synagogue de Chablis | Chablis | 10, 12, 14, rue des Juifs        | à géolocaliser | « PA00125336 » | inscrite. Voir aussi : Synagogue médiévale                    | XVIe siècle | Synagogue de Chablis       |
| Synagogue            | Sens    | 14, rue de la Grande-Juiverie    | à géolocaliser |                |                                                               |             | Image manquante Téléverser |

### Patrimoine juif du Territoire de Belfort (90)
| Monument                         | Commune     | Adresse                   | Coordonnées    | Notice               | Protection | Date | Illustration |
| -------------------------------- | ----------- | ------------------------- | -------------- | -------------------- | ---------- | ---- | --- |
| Synagogue de Belfort             | Belfort     | 6, rue de l'As-de-Carreau | à géolocaliser | « PA00101143 »       | inscrite   | 1857 | Synagogue de Belfort« Horloge de la synagogue de Belfort », sur patrimoine-horloge.fr (consulté le 27 juin 2023). |
| Cimetière israélite              | Belfort     | 51 faubourg de Lyon       | à géolocaliser | « IA88000548 »       |            | 1872 | Image manquante Téléverser                                                                                        |
| Ancienne synagogue               | Foussemagne | rue d'Alsace              | à géolocaliser | « PA00101148 »       |            | 1875 | Ancienne synagogue« Foussemagne est le seul village en France où il y a une synagogue et pas d'église »           |
| Musée en création                | Foussemagne |                           | à géolocaliser | Musée, Foussemagne   |            |      | Image manquante Téléverser                                                                                        |
| Plaque commémorative déportation | Rougegoutte |                           | à géolocaliser | Plaque commémorative |            |      | Image manquante Téléverser                                                                                        |

## Région Grand Est
Alsace (départements 67-68)
Voir : Patrimoine juif d'Alsace
Champagne-Ardenne (départements 08-10-51-52)

### Patrimoine juif des Ardennes (08)
| Monument                                   | Commune              | Adresse          | Coordonnées    | Notice         | Protection | Date | Illustration               |
| ------------------------------------------ | -------------------- | ---------------- | -------------- | -------------- | ---------- | ---- | -------------------------- |
| Synagogue de Charleville-Mézières détruite | Charleville-Mézières | 10, rue H. Taine | à géolocaliser |                |            |      | Image manquante Téléverser |
| Synagogue de Sedan                         | Sedan                | 6, rue de Verdun | à géolocaliser | « PA00078524 » | inscrite.  | 1880 | Synagogue de Sedan         |
| Cimetière israélite                        | Sedan                | rue du Cimetière | à géolocaliser |                |            | 1876 | Cimetière israélite        |

### Patrimoine juif de l'Aube (10)
| Monument              | Commune         | Adresse          | Coordonnées    | Notice | Protection                                         | Date | Illustration               |
| --------------------- | --------------- | ---------------- | -------------- | ------ | -------------------------------------------------- | ---- | -------------------------- |
| Synagogue transformée | Mussy-sur-Seine | rue des Juifs    | à géolocaliser |        |                                                    | 1585 | Image manquante Téléverser |
| Synagogue             | Troyes          | 5, rue Brunneval | à géolocaliser |        | Voir aussi : Troyes, une histoire juive millénaire |      | Synagogue                  |
| Institut Rachi        | Troyes          | 2, rue Brunneval | à géolocaliser |        |                                                    |      | Image manquante Téléverser |

### Patrimoine juif de la Marne (51)
| Monument                                                                           | Commune              | Adresse | Coordonnées                      | Notice         | Protection | Date | Illustration                                                                       |
| ---------------------------------------------------------------------------------- | -------------------- | --- | -------------------------------- | -------------- | ---------- | ---- | ---------------------------------------------------------------------------------- |
| Synagogue de Châlons-en-Champagne                                                  | Châlons-en-Champagne | 19, rue Lochet | 48° 57′ 17″ nord, 4° 21′ 43″ est | « IA51000407 » |            | 1875 | Synagogue de Châlons-en-Champagne                                                  |
| Cimetière israélite                                                                | Châlons-en-Champagne | Boulevard Kellermann cimetière de l'Ouest                                                                                                | à géolocaliser                   |                |            |      | Cimetière israélite                                                                |
| Synagogue d'Épernay                                                                | Épernay              | 11, boulevard de la Motte | 48° 57′ 17″ nord, 4° 21′ 43″ est | « IA51000813 » |            | 1890 | Synagogue d'Épernay                                                                |
| Cimetière israélite                                                                | Épernay              | Avenue de Champagne | à géolocaliser                   |                |            | 1850 | Cimetière israélite                                                                |
| Synagogue de Reims                                                                 | Reims                | Reims, 49, rue Clovis | 49° 14′ 57″ nord, 4° 01′ 48″ est | « PA00078920 » | inscrite   | 1879 | Synagogue de Reims                                                                 |
| Cimetière israélite. carré au cimetière du Nord Voir Liste des cimetières de Reims | Reims                | il n'y a pas de cimetière israélite séparé à Reims, mais des carrés israélite dans les cimetières du Nord de l'Est et de la Neuvillette. | à géolocaliser                   |                |            |      | Cimetière israélite. carré au cimetière du Nord Voir Liste des cimetières de Reims |
| Synagogue de Vitry-le-François                                                     | Vitry-le-François    | 7, rue du Mouton | à géolocaliser                   |                |            |      | Synagogue de Vitry-le-François                                                     |
| Cimetière israélite                                                                | Vitry-le-François    | rue de la Jouette | à géolocaliser                   |                |            | 1895 | Cimetière israélite                                                                |

### Patrimoine juif de Haute-Marne (52)
| Monument                                          | Commune             | Adresse                               | Coordonnées    | Notice | Protection | Date | Illustration               |
| ------------------------------------------------- | ------------------- | ------------------------------------- | -------------- | ------ | ---------- | ---- | -------------------------- |
| Synagogue                                         | Bourbonne-les-Bains | rue des Capucins                      | à géolocaliser |        |            |      | Image manquante Téléverser |
| Cimetière israélite                               | Bourbonne-les-Bains | route de Vittel                       | à géolocaliser |        |            |      | Cimetière israélite        |
| Synagogue                                         | Saint-Dizier        | rue du Maréchal-de-Lattre-de-Tassigny | à géolocaliser |        |            |      | Synagogue                  |
| Cimetière israélite carré au cimetière de La Noue | Saint-Dizier        | rue Alfred-de-Musset                  | à géolocaliser |        |            |      | Image manquante Téléverser |
| Cimetière israélite carré au cimetière de Gigny   | Saint-Dizier        | Allée Germain Pin                     | à géolocaliser |        |            |      | Image manquante Téléverser |

Lorraine (départements 54-55-57-88)
Voir : Patrimoine juif de Lorraine

## Région Hauts-de-France
(Départements 59-62, 02-60-80)

### Patrimoine juif du Nord (59)
| Monument           | Commune      | Adresse                                                                                     | Coordonnées                      | Notice         | Protection | Date                 | Illustration               |
| ------------------ | ------------ | ------------------------------------------------------------------------------------------- | -------------------------------- | -------------- | ---------- | -------------------- | -------------------------- |
| ACI                | Douai        | rue Victor-Hugo                                                                             | à géolocaliser                   |                |            |                      | Image manquante Téléverser |
| Synagogue          | Dunkerque    | 19, rue Jean-Bart                                                                           | à géolocaliser                   |                |            |                      | Image manquante Téléverser |
| cimetière          | Dunkerque    | route de Furnes, carré cimetière municipal.                                                 | à géolocaliser                   |                |            |                      | Image manquante Téléverser |
| Synagogue de Lille | Lille        | 5, rue Auguste-Angellier                                                                    | 50° 22′ 27″ nord, 3° 02′ 08″ est | « PA00107727 » | inscrite   | 4e quart XIXe siècle | Synagogue de Lille         |
| Cimetière          | Lille        | rue de l'Arbrisseau-Carré au cimetière du Sud et avenue de Muy carré au cimetière de l'est. | 50° 22′ 27″ nord, 3° 02′ 08″ est | « PA00107727 » | inscrite   | 4e quart XIXe siècle | Image manquante Téléverser |
| Synagogue          | Roubaix      | 51, rue des Champs (plaque commémorative)                                                   | à géolocaliser                   |                |            | 1877 détruite 1940   | Image manquante Téléverser |
| Synagogue          | Valenciennes | 36, rue de l'Intendance                                                                     | à géolocaliser                   |                |            |                      | Image manquante Téléverser |
| Cimetière          | Valenciennes | avenue Saint-Roch, carré cimetière municipal.                                               | à géolocaliser                   |                |            |                      | Image manquante Téléverser |

### Patrimoine juif de l'Oise (60)
| Monument  | Commune   | Adresse                                                                  | Coordonnées    | Notice | Protection | Date | Illustration               |
| --------- | --------- | ------------------------------------------------------------------------ | -------------- | ------ | ---------- | ---- | -------------------------- |
| Synagogue | Beauvais  | rue Jules-Isaac                                                          | à géolocaliser |        |            |      | Image manquante Téléverser |
| Cimetière | Beauvais  | rue Roger-Couderc carré cimetière municipal                              | à géolocaliser |        |            |      | Image manquante Téléverser |
| Synagogue | Compiègne | 4, rue du Docteur-Charles-Nicolle                                        | à géolocaliser |        |            |      | Image manquante Téléverser |
| Synagogue | Creil     | rue Alfred-de-Musset                                                     | à géolocaliser |        |            |      | Image manquante Téléverser |
| Cimetière | Creil     | Allée du Souvenir lieu dit Plessis Pommeraye, carré cimetière municipal. | à géolocaliser |        |            |      | Image manquante Téléverser |

### Patrimoine juif du Pas-de-Calais (62)
| Monument                          | Commune          | Adresse                                                                 | Coordonnées    | Notice         | Protection | Date        | Illustration               |
| --------------------------------- | ---------------- | ----------------------------------------------------------------------- | -------------- | -------------- | ---------- | ----------- | -------------------------- |
| Loge maçonnique, puis synagogue   | Boulogne-sur-Mer | 63, rue Charles-Butor                                                   | à géolocaliser | « IA62000022 » |            | 1862 ; 1873 | Image manquante Téléverser |
| Cimetière de l'Est                | Boulogne-sur-Mer |                                                                         | à géolocaliser |                |            |             | Image manquante Téléverser |
| Synagogue et Centre communautaire | Lens             | rue Casimir-Beugnet                                                     | à géolocaliser |                |            |             | Image manquante Téléverser |
| Cimetière                         | Lens             | rue de l'Égalité lieu dit Eleu-dit-Leauwette, carré cimetière municipal | à géolocaliser |                |            |             | Image manquante Téléverser |

### Patrimoine juif de la Somme (80)
| Monument  | Commune | Adresse                                                                       | Coordonnées    | Notice | Protection | Date | Illustration               |
| --------- | ------- | ----------------------------------------------------------------------------- | -------------- | ------ | ---------- | ---- | -------------------------- |
| Synagogue | Amiens  | 38, rue du Port-d'Amont                                                       | à géolocaliser |        |            |      | Image manquante Téléverser |
| Cimetière | Amiens  | rue de la 3e Division d'Infanterie, carré au cimetière municipal Saint Acheul | à géolocaliser |        |            |      | Image manquante Téléverser |